# Karel Čapek
Karel Čapek (pronunciación en checo: /ˈkarɛl ˈtʃapɛk/ (escucharⓘ); Malé Svatoňovice, 9 de enero de 1890-Praga, 25 de diciembre de 1938) fue un escritor en lengua checa conocido por acuñar el moderno concepto de robot.
Realizó sus estudios de filosofía y estética en la Universidad Carolina, pero también cursó estudios en la Universidad Humboldt de Berlín y en La Sorbona.
Uno de los primeros relatos fantásticos de Karel Čapek se titula La fábrica de Absoluto (1922): en un Universo concebido según las teorías panteístas de Baruch Spinoza y las de la relatividad, el invento de un ingeniero trastorna la conducta humana y la social cuando, desintegrando la materia para producir energía, libera también el místico "Divino Absoluto".
Una obra que se suele encuadrar en el género de la ciencia ficción por su carácter distópico es La guerra de las salamandras (1936), novela de finísima ironía que se considera una sátira sobre el nazismo. A saber: una nueva especie de criatura es descubierta, y se trata de una salamandra gigante, adscrita al género Andrias y que se empeñan en que sea la  especie extinta Andrias scheuchzeri, capaz de aprender de los humanos pese a no tener en principio una inteligencia similar. El sistema capitalista mundial se aprovecha de las criaturas para realizar todo tipo de labores ingratas al ser humano, y todos los países empiezan a adquirirlas en gran número... Pero casi nadie es consciente de que la extensión de las salamandras por el globo es una amenaza (el paralelismo con el nacionalsocialismo alemán es claro). Se critica sucintamente en el libro a un nazismo efervescente y a un sistema económico y un "orden" mundial incapaces (y no interesados) en pararle los pies. Además del trasfondo político y filosófico, la novela de Čapek también contiene guiños al mundo periodístico (recordemos que K. Čapek colaboró con diversas publicaciones como por ejemplo Lidové noviny). En la obra se emplea con mucha gracia un procedimiento de collage que no reproducen bien la mayoría de las ediciones en español.
Čapek fue un destacado representante del humanismo, el pragmatismo y la democracia liberal de su época, encarnada esta última en el primer presidente checoslovaco Tomáš Masaryk. Así mismo, a partir de la Primera Guerra Mundial se convirtió en uno de los autores más famosos e influyentes a nivel global. En sus últimos años se mostró especialmente preocupado por el auge de los autoritarismos no democráticos y el populismo en Europa. Tras conocer su prematuro fallecimiento, acaecido a los cuarenta y ocho años de edad, George Bernard Shaw escribió: «¿Por qué él? ¿Por qué no yo?».

## Homenajes

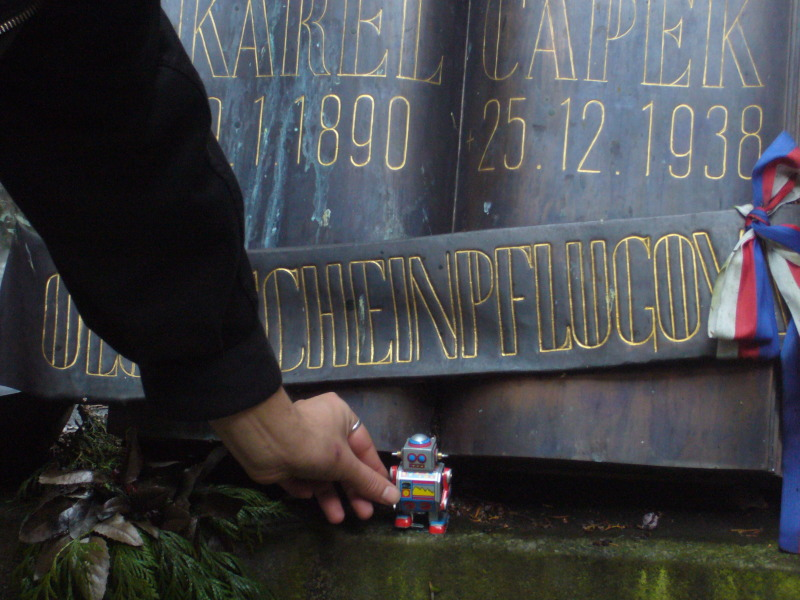
Tumba de Čapek en el cementerio de Praga, con el tradicional robot de juguete.

Una divertida tradición no escrita, popular entre sus lectores, es la de dejar, en el caso de visitar Praga, un robot de juguete en su tumba. Cerca del aniversario de la  fecha de su muerte es habitual encontrar la tumba adornada con cientos de robots en miniatura.

## Publicaciones
- R.U.R. (1921) Obra teatral cuyo tema fundamental aparece bosquejado ya en el relato "Systém" (El sistema) en 1919.
- Ze života hmyzu (De la vida de los insectos, o El juego de los insectos o El festival de los insectos) (1921) Obra teatral escrita con su hermano Josef.
- Továrna na Absolutno (La fábrica de Absoluto) (1922).
- Věc Makropulos (El asunto Makropulos) (1922) Inspiró a su vez una ópera de Leoš Janáček.
- Krakatit (1923) La krakatita. El Olivo Azul, 2010.
- Adam stvořitel (Adán el creador) (1927)
- Tres profesiones al desnudo. Las de teatro, cine y periodismo
- Apócrifos. Editorial Fontana.
- La guerra de las salamandras (Válka s Mloky) (1936). Madrid, Ed. Hiperión, 1992,ISBN 978-84-7517-321-4.
- Siete cuentos y uno de propina por Josef Čapek
- Viaje a España (Výlet do Španěl). (1930). Madrid, Ed. Hiperión, 1989. ISBN 978-84-7517-272-9.